# Православний катехізис
«Православний катехізис», «Політичний катехізис», «Катехізис» («Катехизис») — російськомовний агітаційно-пропагандистський документ-кредо М.Бестужева-Рюміна та С.Муравйова-Апостола. Складений насамперед з метою публічного впливу на підлеглих соратників, у цілому — для активізації декабристів руху.
Композиція твору спрямована чітко й емоційно обґрунтувати ідею справедливості збройного повалення царського уряду у світоглядному оперті на «волю Божу» (з яскравою полемічною інтерпретацією християнських догматів у розрахункові подолати «раболіпство» солдатської маси). Діалогічно вибудований за традиційною для релігійної сфери схемою.
Змістом головно апелював до Біблії із масштабним застосуванням досвіду відомих тоді вітчизняних і зарубіжних літературних зразків, (у тому числі укладений іспанськими ченцями в боротьбі з нашестям армії французького імператора Наполеона I Бонапарта й досить популярний «Громадянський катехізис», незакінчений «Любопытный разговор» М. М. Муравйова тощо). Наскрізь реалізований прийом «запитання—відповідь» нагадував військові пам'ятки статутних положень, звично «визубрювані» в середовищі «нижніх чинів».
«П.к.» відкривався сакральною молитовною формулою «Во имя Отца и Сына и Святого Духа», далі в першу чергу акцентувалися засади віри, волі та щастя, взаємопов'язані з витлумаченням цих понять в антимонархічному сенсі. Причому вузлове судження концентуально відбилося центральною тезою у висвітленні причини людського лиха: «Для чего же русский народ и русское воинство несчастно? Оттого, что цари похитили у них свободу». Автори послідовно дотримувалися переконання в перевазі представницької влади, тож їхнє прагнення взяти демократичний курс на майбутній республіканський лад виразно втілилося ключовими фразами: «Какое правление сходно с законом Божиим? Такое, где нет царей. Бог создал всех нас равными и, сошедши на землю, избрал апостолов из простого народа, а не из знатных и царей». Самодержавство характеризувалося як «неправда і нечестя тиранії». Присягу «гнобителям народу» названо «богопротивною». Натомість наполегливо утверджувалася настанова згуртуватись заради визволення, аби «відновити віру та свободу в Росії». Завершено текст категоричною пересторогою: «А кто отстанет, тот, яко Иуда предатель, будет анафема проклят. Аминь».
Виконуючи розпорядження С.Муравйова-Апостола, у Василькові вночі з 10 на 11 січня 1826 (з 30 на 31 грудня 1825) за автентичного авторського читання оригіналу-чернетки 2 екземпляри «П.к.» записали унтер-офіцер І.Дмитревський та рядовий І.Хоперський, а вранці вже під диктовку останнього додаткові 11 копій злагодили той самий І.Дмитревський, унтер-офіцер із місцевої шляхти Й.Шевель, полковий писар М.Патутов, рядові Д.Болякін, О.Васильєв, С.Щелкалін. Потім працю було урочисто доведено до вишикуваних у каре на васильківському соборному майдані 5-ти рот Чернігівського піхотного полку за благословення священика Д.Кейзера. Після відправи С.Муравйов-Апостол у ролі командувача голосно повторив звернуте до слухачів фундаментальне гасло-клятву щодо визнання єдиним царем Ісуса Христа (так підкреслено висловлена думка — в основі й супутньо підготовленої, проте на загал не використаної прокламації-відозви до народу). Закликані на подвиг підрозділи бунтівників, тричі гукнувши «ура», під розгорнутими прапорами вирушили з міста революційним маршем у напрямку с. Мотовилівка Васильківського повіту Київської губернії (нині с. Велика Мотовилівка Фастівського району Київської області).
Того ж дня, за наказом С.Муравйова-Апостола «випустити в народ цей катехізис», три листівки «П.к.» поширив у Києві прапорщик О.Мозалевський, відряджений з унтер-офіцером І.Харитоновим, рядовими П.Прокоф'євим, Я.Сафроновим, О.Федоровим за підкріпленням для Чернігівського полку повстання, але акція не вдалась і нелегальні аркуші швидко знайшли поліційні власті, так само, як ще 6 примірників: один — забраний у полкового ад'ютанта Є.Павлова, другий — виявлений у с. Пологи Васильківського повіту Київської губернії (нині село Васильківського району Київської області), й аж чотири, конфісковані у заарештованої в с. Середня Слобода Васильківського повіту Київської губернії (нині с. Вінницькі Стави Васильківського району Київської області) довіреної особи С.Муравйова-Апостола — персонального служки-дворака М.Масленикова (Масленки). На практиці ретельно виконувалося повеління імператора Миколи I посилити «заходи для розшуку всіх обурливих катехізисів, розкиданих по Київській губернії». Зрештою, у справах Верховного карного суду над декабристами «П.к.» інформаційно кваліфікувався «лжекатехізисом».
У друкованому вигляді його на початку 20 ст. повністю репрезентував німецький історик Т.Шиман (Th.Schiemann).